# Яджна
Я́джна (я́джня, я́гья; санскр. यज्ञ IAST: yajña; «жертва», «жертвоприношение») — ключевое понятие в ведийском мировоззрении, характеризующее ритуальное действие в форме жертвоприношения. Огненное жертвоприношение осуществлялось для удовлетворения богов, исполнения желаний, искупления грехов и во избежание болезней и зла. На жертвенном огне богу Агни предлагались различные жертвы, которые, как считалось, затем уходили к богам. Яджна преобладала среди религиозных ритуалов Южной и Юго-Восточной Азии в течение первого тысячелетия до н. э.
В ведийской религии яджна рассматривалась как обязательное ритуальное действие, от которого зависит сохранение мироздания, благополучие общества и людей. Веды описывают создание мира как гигантскую жертву, в ходе которой возникли миры, боги, полубоги, люди и варны. По мере развития института яджны её ритуал становился всё более сложным. Брахманы получили прерогативу исполнения яджны (право проводить яджны они обретают после ритуала упанаяна). Священные тексты описывают правила жертвоприношения и роль брахманов различных классов в яджне. Главными аспектами любой яджны являются намерение или цель жертвы (яджнанта), а также вознаграждение, получаемое брахманом, исполняющим яджну (дакшина). В больших яджнах дакшина могла включать не только деньги и пищу, но и сельскохозяйственный скот (прежде всего, коров), дома и земли, а также целые деревни. Под влиянием буддизма и джайнизма произошёл постепенный отход от яджны в пользу пуджи.
В современном индуизме яджна продолжает играть важную ритуальную роль. В частности, свадебный обряд сохранился в форме яджны. Семейные яджны остались религиозным и культурным феноменом. Публичные яджны проводятся под патронажем предпринимателей, религиозных организаций и политических партий. В Индии они приобрели черты крупных общественных мероприятий. Яджны предназначены для сохранения культурного наследия (культурной идентичности), защиты окружающей среды, борьбы с болезнями и бедностью и т. п. Фактически публичные яджны обрели статус престижных мероприятий, отчасти направленных на повышение социального статуса их организаторов. Яджны привлекают большое число людей и получают освещение в СМИ. Некоторые культуроведы полагают, что яджны превратились в общественные зрелища («спектакли»), сопоставимые с фестивалями.

## Этимология и терминология
Термин «яджна» (санскр. यज्ञ IAST: yajña) происходит от слова «ядж» (yaj), означающего «жертвоприношение». В авестийском языке существует родственное слово «ясна» (yasna), что может свидетельствовать о древнем индоиранском происхождении яджны и её связи с зороастризмом. Первоначально ясна иранских ариев, соответствующая яджне индоариев, была коллективным жертвоприношением крупного рогатого скота перед большим общинным очагом с распеванием молитвенных гимнов и ритуальным потреблением пьянящего напитка из хаомы (сомы). По данным исторической реконструкции сторонники зороастризма поклонялись воде (Апас), огню (Атар, древнеиндийский Агни). Жертвоприношение огню состояло из дров, благовоний (трав) и животного жира, а воде — из хаомы — ритуального напитка зороастризма, выжатого из веток растения и смешанного с молоком. Впервые яджна появляется в ранней ведийской литературе, составленной во II тысячелетии до н. э. В «Ригведе» и «Яджурведе» используется в значении богослужение в форме принесения жертвы. В послеведийской литературе термин означает любой религиозный ритуал, обряд поклонения или церемонию с фактическим или символическим предложением подношений или «жертвы».
Синонимами яджны считаются термины «хома» (homa) и «хаван» (havana). Однако между ними существуют некоторые отличия. Хома, как правило, исполняется одним человеком без участия брахмана или кого бы то ни было. Хаван, напротив, выполняется группой людей, объединённых родственными связями. В хаване может участвовать семейный брахман, однако его присутствие не является обязательным. В отдельную категорию выделяется яджна под названием «яга» (yaga). Под ней понимается самая сложная и грандиозная форма яджны. Она предполагает большое число дорогих жертв, которые предлагаются на нескольких огненных алтарях. Яга исполняется в присутствии большой аудитории и служит для реализации намерений в отношении города, региона или даже страны. Ещё одна яджна под названием «крату» (kratu) выполнялась в прошлом. Её целью являются изменения во всей Вселенной. В настоящее время крату не проводится, однако сохранился термин «шатакрату» (satakratu), то есть человек, исполнивший сотню больших яджн во время своей жизни. Этимология этого эпитета восходит к богу Индре, который описывался как Шатакрату. Таким образом, Шатакрату – это имя Индры, означающее «могущественный» или «тот, кто выполнял жертвоприношение сотню раз».

## Космогоническая роль яджны
В гимне «Ригведы» в честь Пуруши (существа, из которого произошла Вселенная) описывается его самопожертвование, в результате которого возникли миры и живые существа. Самопожертвование Пуруши стало первой яджной, оно же заложило жертвенные правила: священные гимны и ритуальные действия.
Когда боги предприняли жертвоприношение
С Пурушей как с жертвенным даром,
Весна была его жертвенным маслом,
Лето — дровами, осень — жертвенным даром.
...
Из пупа возникло воздушное пространство,
Из головы развилось небо,
Из ног — земля, стороны света – из уха.
Так они устроили миры.
...
Жертвою боги пожертвовали жертве.
Таковы были первые формы (жертвоприношения).
Эти же могущества последовали на небо,
Где находятся прежние боги — садхья.Ригведа, мандала X, гимн 90. Пуруша (Пуруша-сукта)
По древнеиндийской традиции осуществлять жертвоприношение означало воспроизводить первоначальное жертвоприношение Пуруши, когда первочеловек становился подношением, когда он как бы разделил, распределил себя в процессе созидания мира, порождённого из себя самого. В «Ригведе» был установлен ритуальный образец жертвоприношения, а также условия, которые люди должны соблюдать для его успешного совершения. В основу действия был заложен мифологический архетип: жертвоприношение Пуруши — исходная модель со всеми её смыслами и значениями. Это было первое жертвоприношение, которое некогда осуществили боги, а вслед за ними обязаны совершать люди. Определяющими чертами ритуального образа стало сочетание практической утилитарности и космической значимости жертвоприношения, его причастности к мистерии творения и к повседневной человеческой жизни.
В ведийский период ритуал яджны стал главным связующим инструментом между человеком и божественными мирами. Карма (карман) или ритуальные действия в яджне получили статус обязанностей. «В ведический период под кармой понималось не любое, а только ритуально значимое действие, совершаемое в процессе жертвоприношения (яджня), приносящее плод (пхала), являющийся целью совершения ритуала. Но уже в эпоху ранних Упанишад понятие кармы десакрализуется, приобретая значение действия вообще, действия как такового, причем понимаемого максимально широко — как физического, вербального и ментального акта (триада тела, речи и мысли)». Ответственность за проведение яджны легла на глав семей и родов. Сама яджна превратилась в сложный ритуал, который символизировал единение с космическими, божественными силами.

## Яджна в ведийский период: всемогущество
В начале I тысячелетия до н. э. в ведийской традиции произошло разделение религиозных ритуалов на два класса. К первому относились публичные церемонии под названием шраута, основанные на текстах шрути («шраута-сутры»). Ко второму — повседневные домашние обряды грихья, которые были описаны текстами смрити. Публичные церемонии жертвоприношения обладали более высоким статусом. «Шраута-сутры» активно развивались ведийскими школами. В результате появились детальные описания ритуалов в самхитах, брахманах и араньяках. Все они заучивались наизусть и передавались устно в брахманском сообществе от учителя к ученику. Поклонение в храме стало агамическим, то есть основанным на Агамах, в то время как общение с божествами посредством Агни считается ведийским. Современные храмовые обряды в индуизме совмещают в себе элементы ведийской религии и агамических ритуалов.
Домашние ритуалы также детализировались в грихья-сутрах. В предписаниях рассматриваются типы яджны, которые может быть проведена в домашних условиях. Её можно было проводить при помощи домашнего священнослужителя (пурохита), или для большой яджны с тремя огненными алтарями требовалось содействие группы в шестнадцать-семнадцать брахманов. Большая яджна состояла, собственно, из огненного жертвоприношения (сомы) и агнихомы, то есть предварительной жертвы. Сначала жертвующий (яджнамана) и его жена (патни) должны выполнять пятидневную агнихому. Сегодня среди брахманов традиции вайдика (преимущественно шиваитов, проживающих в штате Андхра-Прадеш) она известна как просто яджна. Затем семейная пара может перейти к основной яджне, такой как агничаяна и ваджапея. Когда кто-либо из семейной пары умирает, все ритуальные принадлежности, называемые яджнапатра или яджнаюдха, сжигаются в ходе похоронной яджны.
По выражению британского культуролога Кристофера Доусона, религиозная традиция была «наделена столь выдающимся значением не только из-за своей древности и богатства документации, которой мы обладаем, но ещё в большей степени из-за той интенсивности и настойчивости, с которыми следовали этой особой линии развития. Нигде эта концепция жреца как специалиста в жертвоприношении не разрабатывалась с такой тщательностью в деталях и с такой изобретательностью в спекулятивной теории. Поэзия и мифология, ритуал и магия, образование и законодательство, философия и мистицизм — всё сплелось в этой тщательно разработанной модели, в центр которой помещалось жертвоприношение и которая контролировалась и упорядочивалась жречеством».
В ведийскую эпоху яджна понимается прежде всего как ритуальное действие, которое, будучи правильно выполненным, должно привести к определённому результату (благосостоянию, здоровью и т. п.) либо в ближайшем будущем, либо в более отдалённой перспективе — после смерти. В последнем случае речь идёт не о перерождении, а о достижении небес и счастливом пребывании в мире богов. Пребывание в лучшем мире сохраняется до исчерпания заслуг, после чего человек возвращается на землю. Яджны в повседневной жизни носили регулярный характер. Они проводились в определённые дни, например, в новолуние и полнолуние, в дни смены сезона года, праздники в честь божеств. Яджны были встроены в церемониальный распорядок царского двора. Раджа для обретения власти и силы должен был принести в жертву лошадь (ашвамедха) в ходе специальной яджны, тянувшейся целый год. Последняя ашвамедха была проведена правителем из числа раджпутов в XVIII столетии.
Яджны также использовались для искупления грехов и обретения способностей. В поздних Ведах и брахманах господствует представление о магической силе яджны. Она, как полагалось, имеет невероятную скрытую силу (прабхава), которая может стать опасной, если ритуал не будет правильно проведён брахманами. Её правильное исполнение способно подчинить самих богов. Провозглашается превосходство над полубогами брахманов, владеющих тайнами ритуала. Ритуальная мистика древнейших памятников, отражающая архаические формы сознания, даёт начало развитию в упанишадах философского осмысления мироздания.
Для индийской культуры характерна ассоциация битвы с жертвоприношением. Она находит отражение в особом понятии ранаяджна (ranayajna), или юддхаяджна (yuddhayajna), — «жертвоприношение битвы». К примеру, в V книге эпоса «Махабхараты» Дурьодхана говорит:
Карна и я, приняв посвящение и назначив Юдхиштхиру жертвенным животным, изготовились к битве-жертвоприношению, в котором колесница (будет) алтарём, меч — черпальной ложкой (sruva), палица — жертвенным ковшом (sruc), доспех — навесом, мои кони — четвёркой жрецов, стрелы — священной травой дарбха, слава — жертвенной пищей! О царь, совершив в битве жертву собой (ātmayajña) для (бога смерти Ямы) Вайвасваты, мы придём с победой, истребив врагов, осиянные величиемМахабхарата, книга V, тексты 57.12—13
Каждый из героев, совершив «жертву собой», то есть отрешение от жизни и от страха смерти, получал назначенную ему долю (участь или удел) противников, умерщвляя их как жертвенный скот в честь богов. Каждый из эпических героев, в свою очередь, являлся долей или частью (bhāga) определённого божества. Убивая своих, назначенных ему судьбой врагов, полубожественные герои реализовали свою участь в «ритуале битвы» и в то же время предоставляли «доли» жертвенных приношений (bhāga) богам, частичными воплощениями которых они считались. Перед битвой герои совершали атмаяджну (atmayajna), то есть отрешение от жизни перед смертью, принося тем самым себя в жертву. Таким образом, битва ассоциировалась как с яджной богам, так и с самопожертвованием.
В ведийский период яджна рассматривалась как универсальный ритуал для достижения любых целей, включая неблаговидные. Жрецы убивали животных, прежде всего коз. Убийство животного не считалось актом насилия, поскольку оно предписывалось Ведами. Убийство на яджне могло привести к перерождению животного в новом теле в лучших условиях. Некоторых животных, таких как верблюд или осёл, не считали подходящими для жертвы. Они, как полагали, испытывали недостаток в так называемой медха, жертвенном веществе. Пурушамедха (человеческое жертвоприношение) ценилось выше всего. Его проведение в брахманах сравнивалось с жертвой Пуруши. Пурушамедха считалась столь всесильной, что в древние времена ни один мост не считался безопасным, если при его возведении человек не приносился в жертву, а его останки закладывались в основу моста. Человеческие жертвоприношения в основном были характерны в культах богинь. Уже при британском правлении исторические отчёты сохранили свидетельства о регулярных человеческих жертвоприношениях в Камакхайя (Ассам) и Танджоре (Тамилнад) в честь Деви (Дурги или Кали) в XIX столетии. Эти редкие явления сохранились в отдельных районах, хотя запрет человеческих жертв произошёл значительно раньше. Гуманизация яджны происходила по мере распространения новых религий, прежде всего буддизма и джайнизма, учителя которых выступали против брахманистского ритуализма.
- Яджна в средневековой архитектуре Индии
- Мандапа (открытая галерея) возле Кулпахара (Уттар Прадеш) для проведения яджны в период династии Чандела (Центральная Индия, IX—XIII века)
- Яджна-кунда (место проведения публичной яджны) возле Кулпахара (Уттар Прадеш) периода династии Чандела (Центральная Индия, IX—XIII века)
- Потолок в маха-яджна мандапе храма Хазара Рама (Карнатака) для выхода дыма. XV век, Индия

## Яджна в послеведийский период: гуманизация
В «Шатапатха-брахмане» и кодексе «Законов Ману» происходит дальнейшее развитие ритуальной практики. Участие священнослужителей в яджне уменьшается, жертвы становятся более частыми и разнообразными, практически входя в повседневный быт домовладельца. Значение яджны как духовного действия, направленного внутрь человека, возрастает.
Существует пять больших жертв,
Они, действительно, являются большими жертвенными частями
Уму, духам, людям, предкам, богам и Брахману«Шатапатха-брахмана», текст 11.5.6.1
В «Законах Ману» случайная непреднамеренная смерть (живых существ, в частности, насекомых и пресмыкающихся) рассматривается как грех, и для его искупления необходимы ежедневные яджны. «Законы Ману» раскрывают несколько повседневных понятий. Под тарпаной (tarpaṇa) понимается приношение пищи и воды. Под хомой (homa) — приношение жертвы на огне, под бали (bali) — остатки утренней и вечерней пищи. Обращаясь к бхутам (духам), индуисты остатки пищи бросают в воздух у двери жилища.
Пусть домохозяин исполняет на огне, зажжённом на свадьбе, домашние обряды согласно правилам, пять [великих] жертвоприношений и [готовит на нем] ежедневную пищу. У домохозяина [есть] пять вещей, могущих вызвать смерть, — очаг, точильный камень, метла, пестик со ступкой и сосуд для воды; употребляя их, он опутывается [сетями греха]. Для искупления в должном порядке [прегрешений, совершённых посредством] всех этих [пяти], великими риши предписано для домохозяина ежедневное [исполнение] пяти великих жертвоприношений: обучение — жертвоприношение Брахме, тарпана — жертвоприношение предкам, хома — богам, [приношение] бали — духам, гостеприимство — жертвоприношение людям. Кто как только может, не пренебрегает [исполнением] этих пяти великих жертвоприношений, тот не пятнается грехами, [совершенными] вещами, могущими вызвать смерть, даже если всегда живёт в доме. Кто не снабжает пищей пятерых — богов, гостей, тех, кого он обязан содержать, предков и себя, — тот дышит, но не живёт. Называют пять [следующих] жертвоприношений: ахута, хута, прахута, брахмья хута и пращита. Ахута — это тихое произнесение [ведийских текстов], хута — это хома, [приношение на огне], прахута — это бали, [приношение] духам, брахмья хута — это радушие к [гостю-] брахману, пращита — это тарпана, приношение предкам.«Законы Ману», тексты 3.67—3.74
Возникает понятие махаяджны (mahayajna, «великое жертвоприношение»), или панча-махаяджны («пять великих жертвоприношений»). Они представляют собой пять жертвоприношений, ежедневное принесение которых предписывалось «дваждырождённым» домохозяевам. Брахма-яджна означает повторение ведийских мантр и проводилась Брахману. Питри-яджна предполагала приношение воды и пищи предкам. Дева-яджна в честь богов сопровождалась возлиянием масла гхи в семейный очаг. Жертва духам в форме бхута-яджны представляла собой разбрасывание риса и остатков пищи за порогом дома для птиц и насекомых. Наконец, манушья-яджна, или «жертва людям», означала гостеприимство и раздачу милостыни. Таким образом, в брахманистской традиции произошёл отход от яджны исключительно как ритуала. Во-первых, произошла её «интериоризация»: религиозное действие стало совершаться лишь мыслью. Во-вторых, акцент в яджне стал делаться на духовном знании. Сохранилось три класса яджны: ежедневные (нитья-карман, приношение жертв и повторение мантр), событийные (наймиттика-карман, рождение ребёнка, посвящение, свадьба и др.), вотивные (камья-карман, для исполнения желаний).
В послеведийскую эпоху классического индуизма жертвоприношение постепенно уступает место дева-пудже, то есть ритуальному служению божествам в храмах, придорожных святынях и дома. Если ведийский брахман совершал жертву животного при посредничестве обожествлённого огня, то в настоящее время главной формой поклонения стала служба перед изображением божества, приношение ему фруктов и цветов, ублажение божества благовониями, музыкой и танцами. Тем не менее, главный ритуал ведизма надолго пережил ведийские времена. И в последующем яджне отводилось важное положение среди всех сакральных действий. Сохранилась как связь яджны с миротворением, так и её космогоническая символика. Кроме бесчисленных богинь сельского и городского пантеона, два основных направления индуизма, поклонение Вишну и Шиве, унаследовали традицию яджны. Вишну как хранитель вселенной, отождествляемый с Пурушей, связан с яджной (особенно в традиции вайкханаса). В шиваизме сохранились обязательные яджны как часть общего поклонения. Хотя некоторые индологи полагают, что современные «ведийские» яджны имеют мало общего с оригинальным ведийским ритуалом.
- Современная яджна
- Публичная яджна в честь Лакшми, Индия
- Церемония свадьбы с яджной, Непал
- Домашняя яджна в честь Сатья-Нараяна (Вишну) в семье брахманов

## Жертвенный огонь
Тщательно разработанная система ритуального символизма, связанного с космогонией, прослеживается в обряде агничаяна (agnicayana) или сооружении алтаря Агни. Оно представляет собой сложное и длительное жертвоприношение, в котором жертвенной материей являются кирпичи, а получателем жертвы — бог огня Агни. Его почитали как огонь домашнего очага и жертвенный огонь, как защитника людей и подателя благ. Агни считался космическим огнём, рождённым на небесах, в водах и на земле, а также жрецом, питающим и поддерживающим богов, небо и землю благодаря непрерывному циклу жертвоприношений. Один из известных вариантов алтаря представляет собой строение из кирпичей, форма которого напоминает птицу с распростёртыми крыльями.

Первоначально огонь берётся из дома отца. Когда сын и его новообразованная семья выделяется в самостоятельное домохозяйство, огонь впервые зажигается во время свадьбы. Затем в ходе жертвоприношения огонь разделяется на два пламени. Одно из них становится родовым (семейным), называемым «грихья-агни». Другое считается общинным и предназначенным для жертвоприношений, его называют «шраута-агни». Если семейный огонь служит для приготовления пищи, то общинный огонь используется для ритуалов. Оба огня поддерживаются на протяжении всей жизни человека. Без непрерывного поддержания огня горючий материал поджигается при помощи вязанки сухой травы куша.
Ведийский алтарь сооружается из брикетов коровьего навоза, связанных друг с другом узлами травы дурва. Проводящий ритуалы умилостивления богов брахман зачастую носит на пальце кольцо, свитое из стеблей травы дурва, что символизирует священный узел, или завиток волос (санскр. shrivatsa) Вишну.
Различаются три типа жертвенного огня (олицетворяющих бога Агни): гархапатья (gārhapatya), дакшина (dakṣiṇa) и ахаванья (āhavanīyā). Гархапатья поддерживается в жертвенном месте (алтаре) круглой формы. Он располагается в западной части места жертвоприношений. От гархапатья зажигаются на время ритуала два других жертвенных огня. Дакшина поддерживается на алтаре в форме полукруга и располагается в южной части места жертвоприношений. Он используется в некоторых ритуалах, в основном совершаемых для умерших родственников и предков. Наконец, ахаванья поддерживается на алтаре в форме квадрата и располагается на востоке. Ахаванья используется как основной огонь в большинстве жертвоприношений. Ритуальный огонь (то есть шраута-агни) участвует в 21 типе жертвоприношений, из которых 14 считаются обязательными (viharaṇīyā agnis).
Выдвигается гипотеза, что символ свастики является производным от символа огня и связан с ведийскими огненными палочками, известными как «арани», которые трутся друг о друга для добывания священного огня яджны.

## Участники яджны
Основным участником простой яджны является тот, кто её выполняет, а именно хозяин дома, или яджамани (yajamāni). В его обязанности входит выполнение регулярных обрядов. Для любой крупной яджны необходимо участие в ритуале супруги домовладельца. Для яджны, предназначенной для исполнения желаний домовладельца (называемой «камья»), необходим брахман. В крупной яджне участвуют по меньшей мере четыре брахмана. К ним относятся:
- хотар (hota) — повторение мантр и священных текстов;
- адхварью (adhvaryu) — подготовка принадлежностей и выполнение ритуальных действий, связанных с поддержанием огня и принесением жертвы;
- удгатар (udgāta) — воспроизведение гимнов «Самаведы»;
- брахман (brahma) — общее руководство яджной и исправление ошибок ритуала.

Ведийские тексты были распределены по функциям четырёх жрецов, исполнителей ритуала. Тексты Ригведы соотносились с обязанностями хотара, Самаведы — удгатара, Яджурведы — адхварью и Атхарваведы — брахмана.

## Яджна на примере агнихотры
Агнихотра является упрощённой версией яджны и доступна всем желающим. Проводящий ритуал агнихотры называется «агнихотрин» (agnihotrin). Однако в Древней Индии агнихотру не могли делать (незамужние) девушки, молодые женщины, неграмотные и глупые, а также больные и непосвящённые. Считалось, что их агнихотры будут иметь отрицательные последствия. «Законы Ману» предписывают проводить ритуал утром (сразу после восхода солнца), вечером (на закате), а также в сумерках (когда ни солнца, ни звёзд не видно). В прошлом агнихотра совершалась брахманами ежедневно на трёх священных огнях. В современном мире её проводят, как правило, в домашних условиях, по желанию домохозяина.
В принадлежности для агнихотры входят:
- медный горшок для огненного алтаря в форме перевёрнутой усечённой пирамиды (агни-кунда);
- металлическая подставка под горшок;
- металлический стакан или любая ёмкость для гхи;
- щипцы или вилка для горючих материалов;
- тарелка или блюдце для смешивания гхи с рисом;
- ложка для подношений.

Огонь разводится в перевёрнутой усечённой медной пирамиде. Жертвой являются сырые рисовые зерна (две щепотки) и топлёное коровье масло (гхи). В качестве топлива служит сушёный коровий навоз. В современных условиях, когда в доме не поддерживается круглосуточный огонь, пламя для яджны зажигается от спички или зажигалки. Для розжига может использоваться камфора или пропитанный маслом хлопковый фитиль. Городские жители покупают компоненты для ритуала в специализированных магазинах, в том числе через интернет. Перед агнихотрой необходимо помыться, если это невозможно, агнихотрин моет руки, ноги и рот. Место проведения агнихотры убирается для проведения ритуала. Медная пирамида для огня заранее очищается от сажи и угля с предыдущей яджны.
На восходе солнца агнихотрин поёт мантру в честь бога солнца Сурьи и Праджапати (образец воспроизведения):
| Suryaya Swaha Suryaya Idan Na mama Prajapataye Swaha Prajapataye Idan Na mama | Сурьяя Сваха Сурьяя Идан Намама Праджапатае Сваха Праджапатае Идан Намама |

На закате солнца агнихотрин поёт другую мантру в честь бога огня Агни и Праджапати (образец воспроизведения):
| Agnaye Swaha Agnaye Idan Na mama Prajapataye Swaha Prajapataye Idan Na mama | Агнае Сваха Агнае Идан Намама Праджапатае Сваха Праджапатае Идан Намама |

Когда огонь разгорается, ему предлагают подношение. В маленьком медном блюдце или в ладони левой руки рисовые зерна смешиваются с топлёным маслом. Во время произнесения мантры при слове «сваха» часть рисовых зёрен кладётся правой рукой в огонь. Зёрна берутся в щепотку, образуемой большим, указательным и средним пальцем. На последних словах мантры подношение завершается. Во время подношения левая рука кладётся на грудь. При обращении к Праджапати действие повторяется, и так продолжается до тех пор, пока подношения не закончатся. Во течение всего ритуала агнихотрин концентрируется на цели жертвоприношения. Огонь в медной пирамиде самостоятельно догорает до конца. Уголь, несгоревшие остатки и пепел считаются освящёнными, их после ритуала опускают в воду на пруду или на реке.

## Многообразие современных яджн
Современная яджна проводится для достижения одной или нескольких из четырёх целей:
- уничтожение злых сил;
- защита от негативных сил;
- выполнение мирского желания (богатства, здоровья, долголетия, устранение препятствий и т. п.);
- бескорыстное служение божеству.

В качестве главной силы, активирующей божество, считается исполнение ведийских гимнов и мантр, которые должны обеспечить положительный результат ритуала. Небольшая яджна проводится домохозяином или семьёй. Большая яджна проводится брахманами при поддержке группы помощников. Обычно для проведения яджны в месте жертвоприношения разжигаются один или три жертвенных огня, куда предлагаются различные жертвы. В качестве жертвы используются гхи (топлёное масло), молоко, зёрна и сома. Продолжительность яджны зависит от её рода и занимает от несколько минут и часов до дней или даже лет. Некоторые яджны совершаются в частном порядке, в других принимают участие большое количество людей. На послеведийских яджнах предлагаются молочные продукты (гхи или йогурт), фрукты, цветы, одежда и деньги.
В Ведах описываются 400 различных видов яджны, из которых 21 теоретически является обязательной для дваждырождённых (двиджа), к которым относятся брахманы, кшатрии и вайшьи. Эти обязательные яджны также называют «нитья-кармы», и они должны проводиться в течение всей жизни. Остальные яджны совершаются как камья-карма и не являются обязательными. Их целями выступают получения различных благ и удовлетворение определённых желаний. Нитья-кармы не относятся к типу ритуалов, проводимых ежедневно, — их совершают в определённом порядке в течение года. Исключение составляет агнихотра, которая совершается дважды в день — на восходе и на закате солнца. Более сложные жертвоприношения проводятся реже, чем простые ежедневные. Самые большие яджны совершаются только раз в жизни. Первые семь яджн называют пака-яджны, следующие семь — хавир-яджны — и последние семь — сома-яджны. Такие яджны, как путракамешти (для зачатия детей), ашвамедха, раджасуя и другие, относятся к четырёмстам жертвоприношениям, которые не являются обязательными.
Таким образом, с яджной в Древней Индии связывалась целая система понятий, охватывавшая основные мировоззренческие идеи общества. Глубокая идеология обусловила долгую жизнь разнообразных огненных ритуалов в индуизме. Кроме того, она же сделала возможным переосмысление жертвоприношения. Изменение роли и значения яджны произошло в эпоху Упанишад, когда центром внимания стал не божественный мир, отражаемый в ритуале, а земной мир, мир человека. Жертвенной материей стали не плоды и животные, а собственная личность жертвующего. Человек уподобился жертвенному сосуду, его жизнь — замкнутому циклу жертвоприношений. Ритуалы жизненного цикла, санскары, стали осмысливаться как действия, последовательно и постепенно очищавшие человека перед последним жертвоприношением богам — собственного тела, когда его после смерти сожгут на погребальном костре.

## Яджна как лекарственное средство
С ведийских времён дым, выделяющийся в ходе яджны, использовался для лечения болезней. Лекарственный дым, образуемый от сгорания материалов яджны, считается самым простым средством ингаляции. В Древней Индии считалось, что дым от сжигания обыкновенной гармалы и белого сантала защищает царствующего правителя от всех видов зла и болезней. Для профилактики бубонной чумы использовался дым, выделяющийся при сгорании благовоний, трав и ароматических веществ.
Современные индийские учёные провели исследование свойств яджны. Национальный исследовательский институт в области биологии (Лакхнау, Индия) совместно с Азиатским фондом сельскохозяйственной истории (Удайпур, Индия) опубликовали результаты исследования влияния яджны на окружающую среду. Анализировались фармакологические эффекты, возникающие от сгорания натуральных продуктов. Сжигание в течение одного часа деревянных дров, а также смеси пахучих и лекарственных трав приводит к сокращению популяции бактерий в окружающем воздухе на 94 %. Таким образом, яджна, эффект от которой сохранялся в закрытом помещении до 24 часов, дезинфицировала воздух. Анализ состава воздуха после яджны зафиксировал отсутствие патогенных и условно-патогенных бактерий. Противобактерицидные свойства яджны сохранялись в течение 30 дней после её проведения.

## Яджна и буддизм
Огненное жертвоприношение в форме ритуала хома унаследовано буддизмом. «Огненная пуджа» традиционно выполняется по окончании длительного ретрита, чтобы очистить любые возможные нарушения, совершённые во время затворничества. Или же ритуал может выполняться с особенной религиозной или светской целью, например, для устранения препятствий или привлечения богатства. Ритуал яджны включает призвание бога огня Агни и подношение разнообразных субстанций, сжигаемых на священном огне подношений, включая различные виды древесины, травы, зерно, семена, мёд и гхи. Чаши для огня или алтари, сооружаемые специально для ритуалов, как правило, бывают четырёх видов, которые соотносятся с четырьмя активностями или ритуалами тантры (умиротворение, приумножение, подчинение и разрушение). Круглый белый очаг применяется в ритуалах умиротворения. Квадратный жёлтый очаг применяется для ритуалов увеличения. Красный дугообразный очаг применяется в ритуалах подчинения. Треугольный чёрный очаг используется для гневных или разрушительных активностей.